# Dendemann
Daniel Ebel, znany jako Dendemann (ur. 27 czerwca 1974) – niemiecki raper pochodzący z Menden (Sauerland).

## Dyskografia

### Albumy
- 2006 - Die Pfütze des Eisbergs (Yo Mama)
- 2008 - Abersowasvonlive (Yo Mama)
- 2010 - Vom Vintage verweht (Yo Mama)

### Single
- 2003 - "DasSchweigenDilemma" (EP) (Yo Mama)
- 2003 - "3 1/2 Minuten" (Yo Mama)
- 2003 - "Endlich Nichtschwimmer" (Yo Mama)

### Występy gościnne
- 1996 - "... Und Ich Geh Nicht Zum Arzt" (as Arme Ritter with Mikrokosmonaut on Außen Top Hits, Innen Geschmack by Fettes Brot)
- 1998 - "Es ist nicht so, wie Du denkst" (on the soundtrack to Fatih Akın's film Short Sharp Shock)
- 1998 - "Susanne Zur Freiheit" (Single from Fischmob's album Power)
- 1998 - "Dein Herz Schlägt Schneller (Remix)" (Fünf Sterne Deluxe single; with I.L.L. Will)
- 1999 - "Schnappsidee" (DJ Thomilla single; with Wasi)
- 1999 - "3D" (with Samy Deluxe; on Doppelkopf's album Von Abseits)
- 1999 - "Bonustrack" (as Mutter Natur on Spiegelbilder by MajuBiese)
- 1999 - "K Zwo" (with Das Bo, Falk, Samy Deluxe, Ferris MC and Illo on Beginner's 12" "Füchse/K Zwo")
- 2000 - "DD im Haus" (on Dynamite Deluxe's album Deluxe Soundsystem)
- 2000 - "T2wei" (with Nico Suave on Deichkind's album Bitte ziehen Sie durch)
- 2001 - "Einer von Ihnen" (with Nico Suave on DJ Friction's album Alarmstufe Rot)
- 2001 - "Jugendsünden" (with Manuva on Nico Suave's album Suave)
- 2001 - "Session" (with Illo and Nico Suave on the album Samy Deluxe)
- 2002 - "Kurzschluss" (on Moqui Marbles' album Das Teredeum)
- 2002 - "Irgendwas" (on Chima's album Reine Glaubenssache)
- 2002 - "Siebenschläfer" (on Roey Marquis II's album Herzessenz)
- 2002 - "Mythos - Headz Hoch" (with Tefla & Jaleel on the sampler Splash! Masterblaster 2002)
- 2002 - "Cro & Pontra" (on I.L.L. Will's album LP, Nicht Vollständig)
- 2002 - "Backstagepass" (on Tefla & Jaleel's album Direkt Neben Dir)
- 2004 - "God is a music (Tropf-Remix)" (on Beginner's single Morgen Freeman)
- 2005 - "Tut Mir Leid" (Single from J-Luvs album Threeshot - Hip Hop Kingz)
- 2006 - "Das verbotene Z-Wort" (on the Kool DJ GQ Album Birth of Kool)
- 2006 - "King Promo" (on Curse's single "Struggle")
- 2006 - "Für immer und dich (Tropf-Remix)" (on Jan Delay's single Für immer und dich)